# Pavia (Stati Uniti d'America)
Pavia  è una township degli Stati Uniti d'America, nella contea di Bedford nello Stato della Pennsylvania. Secondo il censimento del 2000 la popolazione è di 325 abitanti.

## Società

### Evoluzione demografica
La composizione etnica vede una maggioranza della razza bianca (99,69%) seguita da quella degli afroamericani (0,31%), dati del 2000.
| township di Pavia Popolazione |     |
| 2000                          | 325 |
| Stima al 2009                 | 348 |